# Mestercukrász
A Mestercukrász egy 2021-ben bemutatott magyar televíziós főzőshow, amely Az édesszájú Konyhafőnök alcímmel fut. A műsorvezetője Liptai Claudia. A zsűri két tagja Juhos József és Enzsöl Balázs.
A műsor 2021. június 28-tól július 16-ig, valamint 2022. június 20-tól július 15-ig volt látható az RTL-en.
A Mestercukrász nyertese 5 millió forintot nyer.

## Ismertető
A műsorban profi és amatőr cukrászok küzdenek meg. Adásonként két-két feladatot kell megcsinálniuk.

## Évadok
| Évadok | Évadok | Részek száma | Első rész        | Utolsó rész      | Győztes          | Műsorvezető    | Zsűri                      | Eredeti adó |
| ------ | ------ | ------------ | ---------------- | ---------------- | ---------------- | -------------- | -------------------------- | ----------- |
|        | 1.     | 15           | 2021. június 28. | 2021. július 16. | Sznopek Veronika | Liptai Claudia | Juhos József Enzsöl Balázs |             |
|        | 2.     | 20           | 2022. június 20. | 2022. július 15. | Rábai Roxána     | Liptai Claudia | Juhos József Enzsöl Balázs |             |

A műsor első két évadának a műsorvezetője Liptai Claudia. A zsűri tagjai Juhos József mestercukrász és Enzsöl Balázs cukrászséf.